# Gaby Uhlenbruck
Gabriele „Gaby“ Uhlenbruck, nach Heirat Gaby Slawyk (* 27. Oktober 1965 in Kettwig), ist eine ehemalige deutsche Hockeyspielerin. Sie war Weltmeisterschaftszweite 1986.

## Sportliche Karriere
Die 1,68 Meter große Gaby Uhlenbruck trat für den Uhlenhorster HC in Hamburg an. In der Nationalmannschaft spielte sie von 1985 bis 1990 und wirkte in dieser Zeit in 41 Länderspielen mit.
Bei der Weltmeisterschaft 1986 in Amstelveen war sie in drei von sieben Partien dabei, alle in der Vorrunde. Die deutsche Mannschaft spielte in der Vorrunde viermal Unentschieden und siegte gegen die Mannschaft aus der Sowjetunion. Nach einem Halbfinalsieg über die Kanadierinnen unterlagen die Deutschen im Finale den Niederländerinnen.
Zwei Jahre später beim olympischen Hockeyturnier 1988 in Seoul verlor die deutsche Mannschaft in der Vorrunde zweimal und musste in die Platzierungsrunde, mit zwei Siegen erreichte die Mannschaft den fünften Rang. Uhlenbruck wurde nur in den beiden Spielen der Platzierungsrunde eingewechselt.
Gaby Uhlenbruck heiratete den Hockeyspieler Markku Slawyk. Beruflich war Gaby Slawyk im Handel mit Berufs- und Sportkleidung tätig.